# 本行寺 (川口市)
本行寺（ほんぎょうじ）は、埼玉県川口市にある日蓮宗の寺院。

## 歴史
1505年（永正2年）、嶋根左近の開基である。左近は成田氏の家臣小宮山弾正の家来である。左近は叔父の日正を開山として招聘し、寺を創建した。
当寺は日蓮宗の寺であるため、「南無妙法蓮華経」の題目が彫られた板碑を数多く所蔵している。
かつては、国の天然記念物に指定されていた「大山紅葉」があった。しかし、1945年（昭和20年）の空襲で焼失した。現在あるのは二代目である。

## 交通アクセス
- 東川口駅より徒歩8分。